# 4474 Пруст
4474 Пруст (4474 Proust) — астероїд головного поясу, відкритий 24 серпня 1981 року.
Тіссеранів параметр щодо Юпітера — 3,175.